# アマクア郡区 (アイオワ州ブーン郡)
アマクア郡区は、アメリカ合衆国、アイオワ州、ブーン郡にある17の郡区の一つである。2000年の国勢調査で、人口は283人だった。

## 地理
アマクア郡区は、95.2平方キロメートル（36.76平方マイル)で、Beaverが含まれています。
アメリカ地質調査所によると、この郡区はBeaverとGrand RidgeとMaasとMaple Groveの4つの霊園が含まれています。